# Pokémon Ranger
Pokémon Ranger (ポケモンレンジャー, Pokémon Renjā) est un action-RPG développé par Hal Laboratory pour Nintendo. Ce terme désigne également un métier dans l'univers de Pokémon, et apparaît donc dans d'autres jeux et dans l'anime Pokémon.

## Qu'est-ce qu'un Pokémon Ranger?
Un Pokémon Ranger est un « utilisateur » de Pokémon au sens où il emprunte leurs capacités. En effet, un Ranger ne capture pas de Pokémon avec des Poké balls mais utilise un outil appelé CapStick (pour Capture Stick) qui ressemble à une toupie contrôlée par une télécommande. Une fois que le CapStick a fait le tour d'un Pokémon un certain nombre de fois, le Pokémon suit le ranger jusqu'à ce que celui-ci fasse appel à l'une de ses capacités. Une fois une capacité d'un Pokémon utilisée, le Pokémon est libéré mais peut être attrapé de nouveau. Dans ce sens, il ne s'agit pas d'une capture habituelle qu'utilisent les dresseurs Pokémon. Ces Rangers Pokémon sont surtout vus dans la région de Fiore, même si la Fédération Ranger se situe à Almia. Le nombre de tours que doit faire le CapStick autour du Pokémon dépend de son stade et de sa puissance. Il existe des Pokémon Rangers dans les régions de Sinnoh (Pokémon Diamant et Perle) et Hoenn (Pokémon Rubis et Saphir), mais ceux-ci se comportent comme des dresseurs Pokémon.

## Système de jeu

### Choix du personnage et du Pokémon partenaire
Le jeu commence en proposant au joueur de choisir le personnage qu'il va incarner : une fille ou un garçon. En fonction de la réponse, le joueur aura droit à un Pokémon partenaire (c'est-à-dire qu'il sera toujours à ses côtés, même si sa capacité a été utilisée) différent : Posipi pour la fille, Négapi pour le garçon. Quel que soit le choix, l'histoire est la même.

### Synopsis
Le héros souhaite devenir un Pokémon Ranger, et a, pour cela, envoyé plusieurs dizaines de lettres de motivation à Eliott, le Ranger en Chef de Printville, afin qu'il l'accepte en tant qu'apprenti. Eliott, qui retrouve au travers des lettres la passion qui l'animait à ses débuts, donne une chance au héros.

Au cours de son aventure pour devenir un bon Ranger, le joueur rencontre de nombreux Pokémon et autres personnages, dont le Pr Pressand, l'un des Pokémon Ranger les plus haut placés et inventeur d'un prototype de Super CapStick, ou encore les membres de la Team Go-Rock, qui s'intéressent au Super CapStick afin de contrôler les Pokémon les plus puissants au monde, même les légendaires. Afin d'avancer, il faut utiliser les capacités des Pokémon rencontrés et capturés avec sagesse et monter en grade, débloquant ainsi des capacités du CapStick et augmentant la puissance du Pokémon partenaire.

### Personnages

#### Rangers en Chef
Ce sont les leaders des villes de la région de Fiore. Chacune des quatre premières villes porte un nom se rapportant à l'une des quatre saisons.
- Eliott, le Ranger en Chef de Printiville (Pokémon partenaire : Rapasdepic)
- Brice, le Ranger en Chef de Ilo-Été (Pokémon partenaire : Bekipan)
- Lucas, le Ranger en Chef d'Automnelle (Pokémon partenaire : Dodrio)
- Frida, le Ranger en Chef de Bourg-L'Hiver (Pokémon partenaire : Airmure)

#### Autres Rangers
- L'autre héros, celui qui est le personnage non sélectionné au départ de son joueur. Son Pokémon partenaire suit toujours la logique Garçon-Négapi/Fille-Posipi. Il/Elle travaille à Printiville avec Eliott.
- Victoire, Ranger à Automnelle, qui ne voit le héros que comme un débutant incompétent, destiné à le rester.
- Pr Pressand, inventeur du CapStick et créateur du prototype de Super CapStick, un CapStick permettant de capturer n'importe quel Pokémon facilement.

#### Team Go-Rock
La Team Go-Rock est composé, à la façon de la Team Rocket, d'hommes de main ayant des Pokémon en tout genre, mais également d'un chef et de sous dirigeants, le quatuor Go-Rock, qui sont respectivement le père et ses quatre enfants :
- Kénan, il joue du tambour ;
- Kaitlyn, elle joue du violon ;
- Kévin, il joue de la basse ;
- Killian, il joue de la guitare.

### Capacités
Lorsqu'un Pokémon est capturé, il permet parfois au joueur d'utiliser des capacités soit en combat (Poké Aides), soit sur le terrain (Capacités Terrain). Certains Pokémon peuvent ne pas avoir de Poké Aide ou de Capacité Terrain, ou même aucun des deux.

#### Poké Aides
Les Poké Aides ont un type, et sont efficaces contre les Pokémon faibles au type de la Poké Aide. Exemple : un Pokémon Feu sera faible face à une Poké Aide Eau.
Les Poké Aides des types Normal, Acier et Dragon sont inexistantes dans ce jeu.
| Type de Poké Aide | Effet sur le Pokémon cible                                                                             |
| Plante            | Permet de faire pousser des herbes et prendre un Pokémon au piège.                                     |
| Eau               | Permet de créer une bulle puis de la lancer vers le Pokémon pour l'immobiliser.                        |
| Feu               | Permet d'embraser le chemin d'un Pokémon et de créer un brasier lorsqu'une boucle est complétée.       |
| Électrique        | Permet de recharger l'énergie du CapStick.                                                             |
| Combat            | Permet de doubler l'efficacité de la ligne créée par le CapStick (une boucle en vaut alors le double). |
| Poison            | Permet de créer une brume empoisonnée pouvant ralentir le Pokémon.                                     |
| Psy               | Permet de soulever et ainsi immobiliser le Pokémon.                                                    |
| Insecte           | Permet de créer une boule de glu pour immobiliser le Pokémon.                                          |
| Sol               | Permet de creuser le sol et ainsi rendre difficiles les déplacements du Pokémon.                       |
| Roche             | Permet de lancer des gravillons au Pokémon et former un nuage de poussière.                            |
| Vol               | Permet de créer un tourbillon de vent pouvant soulever le Pokémon.                                     |
| Ténèbres          | Double la longueur de la ligne du CapStick, mais coûte de l'énergie.                                   |
| Spectre           | Permet de créer un fantôme en fermant une boucle. Le fantôme va alors aller immobiliser le Pokémon.    |
| Glace             | Créée de la glace pouvant geler le Pokémon.                                                            |

Une Poké Aide spéciale est celle du partenaire du héros, Posipi ou Négapi (selon le héros choisi en début de partie) : en fonction du taux de charge emmagasiné, celui-ci lance une décharge plus ou moins puissante pouvant figer plus ou moins longtemps le Pokémon cible, si celui-ci est touché par un éclair.

#### Capacités Terrain
| Capacité Terrain | Utilisation                                                                         |
| Coupe            | Permet de couper tout ce qui est d'origine végétale (arbustes, clôtures en bois, …) |
| Charge           | Permet de secouer les arbres ou de déplacer les objets lourds.                      |
| Brûlure          | Permet de faire brûler les troncs d'arbres ou ballots de paille.                    |
| Jet d'eau        | Permet de faire pousser la végétation et éteindre des feux.                         |
| Broyage          | Permet de briser des murs et des rochers.                                           |
| Recharge         | Permet de recharger l'énergie du CapStick.                                          |
| Tornade          | Permet de déplacer certains objets.                                                 |
| Traverse         | Permet de traverser des fossés grâce à des lianes.                                  |
| Flash            | Permet d'éclairer des endroits sombres.                                             |